# Mariampol (powiat kozienicki)
Mariampol – wieś sołecka w Polsce położona w województwie mazowieckim, w powiecie kozienickim, w gminie Głowaczów.
Do 1949 roku istniała gmina Mariampol. W latach 1975–1998 miejscowość należała administracyjnie do województwa radomskiego.
Wierni kościoła rzymskokatolickiego należą do parafii św. Wawrzyńca w Głowaczowie.